# Salleri (Solukhumbu)
Salleri (Nepalees: सल्लेरी) is een dorpscommissie (Engels: village development committee, afgekort VDC; Nepalees: panchayat) in het Solukhumbu district in het noordoosten van Nepal en tevens de hoofdplaats van ditzelfde district.